# Балві
Ба́лві (латис. Balvi, нім. Bolwen) — місто в Латвії, центр Балвського краю. Розташоване в історичному районі Латгалія за 226 км від Риги. Населення понад 7 тис. мешканців.

## Назва
- Балві, Балви (латис. Balvi;  вимова)
- Боловськ (пол. Bołowsk; рос. Боловск)
- Больвен (нім. Bolwen)

## Географія
Розташоване в історичному районі Латгалія за 226 км від Риги.

## Історія
Вперше згадується у 1224 році в складі Ризького єпископства, створеного німецькими хрестоносцями на завойованих ними після 1204 року прибалтійських землях. У 1551 році ризький архієпископ Вільгельм Бранденбурзький передав у лен землі поблизу Больвена (нині Балві) лицарю Майснеру.
У період між 1562—1772 роками Больвен входив до складу Речі Посполитої. Через це місцеве населення не зазнало лютеранської Реформації й зберегло католицизм. У 1765 році польський дворянин, староста Марієнгаузенського тракту Констанцій Хілсен збудував у поселенні дерев'яний костел і маєток.
У 1772 році після першого поділу Речі Посполитої Больвен був приєднаний до Російської імперії. З 1802 року Боловск входив до складу Люцинського повіту Вітебської губернії. Імператриця Катерина II подарувала місцеві землі своєму раднику Івану Єлагіну. Родина Горожанських викупила їх близько 1806 року, а в 1876 році Боловск став власністю прибалтійського німецького роду Тразеє-Розенек. Приблизно половину населення містечка наприкінці XIX — на початку XX століть становили євреї. У 1834 році в Боловську з'явилася православна церква.
У грудні 1917 року Люцинський повіт увійшов до складу Республіки Ісколата. У лютому 1918 року територію зайняли німецькі війська. Після Листопадової революції в Німеччині в грудні 1918 року німці залишили Люцинський повіт, який зайняла Червона армія. Балві увійшли до складу Соціалістичної Радянської Республіки Латвії, проголошеної 17 грудня 1918 року. У 1919 році Балві зайняли війська Латвійської Республіки. 5 липня 1919 року в Балві був сформований Латгальський партизанський полк.
У 1919 році село Балві отримало статус селища. У 1925 році селище увійшло до складу новоутвореного Яунлатгальського (з 1938 року — Абренського) повіту. У 1928 році Балві отримали статус міста, а в 1938 році був затверджений міський герб.
14 червня 1941 року радянською владою була проведена депортація «неблагонадійних» елементів.
У роки Другої світової війни, 2 липня 1941 року, місто було окуповане німецькими військами. Єврейське населення було практично повністю знищене під час Голокосту.
У 1944 році перед контрнаступом радянських військ німці повністю спалили місто. Балві було визволено 30 липня 1944 року в ході Псковсько-Островської операції силами 321-ї стрілецької дивізії 54-ї армії 3-го Прибалтійського фронту під командуванням полковника В. К. Чеснокова.
Після війни місто відбудували за радянськими планами. У 1949 році воно стало центром новоутвореного Балвського району.
Наприкінці 1980-х — на початку 1990-х років Балві був одним із центрів так званої «Співочої революції» — руху за незалежність балтійських республік від СРСР. Нині Балві є важливим культурно-історичним центром Латгалії. У 2005 році було затверджено прапор міста.